# 杀人事件被害者遗族会
杀人事件被害者遗族会，是一个成立于2009年2月28日，旨在谋求废除刑事案件中追诉时效制度的日本民间团体。除了一些未解決的杀人案件的遗属外，一部分时效期满的案件的遗属也参加该会，成立初始的会员有16个案件中的遗属共20人。 
别称为“宇宙会”。取“宇宙拥有无限的时间”之意，表示“对犯人的追诉永远不会消失，遗属的痛苦也永远不会消失”的含义。

## 目的及活动
该会的宗旨在于否定时效制度的一大存续理由“随着时间的流逝，遗属的痛苦和仇恨也日渐淡化”，对立法机关和社会舆论呼吁取消追诉时效制度。另外，随着近年来DNA鉴定技术的迅猛发展，“随着时间的经过，证据也在散失”这一观点也受到挑战，如美国的性犯罪中适用的“John Doe起诉”制度一样，对于可以获取犯人特定脱氧核醣核酸的未侦破案件可以中止时效。随着侦查技术的提高，该会也要求立法者修改时效制度。

## 组织・会员
- 会长 - 宫泽良行（世田谷一家殺害事件的被害者家屬）[2]
- 代表干事 - 小林贤二（柴又女子大生放火殺人事件的被害者家屬）[2]
- 会员 - 比爾·霍克（林赛·霍克谋杀案的被害者家屬）[1][4]等
- 办公地点:东京都千代田区神田骏河台[1]

## 会员相关的主要案件
2010年4月27日開始，日本廢除涉及殺人事件的公訴期限，現在變為無限期追訴。
| 事件發生日     | 事件名                             | 刑事訴訟法改正前的時效 |
| -------------- | ---------------------------------- | ---------------------- |
| 1979年5月23日  | 京都長岡采摘蕨菜殺人事件           | 1994年5月時效          |
| 1990年12月19日 | 札幌信用银行白领女性殺人事件       | 2005年12月時效         |
| 1993年7月6日   | 尼崎市女性殺害事件                 | 2008年7月時效          |
| 1994年3月9日   | 松本市女性社員殺害事件             | 2009年3月時效          |
| 1995年7月30日  | 八王子超市強盜殺人事件             | 2010年7月時效          |
| 1996年9月9日   | 柴又．上智大學女大學生放火殺人事件 | 2011年9月時效          |
| 1999年11月13日 | 名古屋市西区主婦殺害事件           | 2014年11月時效         |
| 2000年12月30日 | 世田谷一家殺害事件                 | 2015年12月時效         |
| 2001年9月1日   | 歌舞伎町大樓火災事故               | 2016年9月時效          |
| 2004年2月9日   | 鳥栖市会社員殺害事件               | 2019年2月時效          |
| 2004年9月9日   | 愛知豊明母子4人殺人放火事件        | 2019年9月時效          |
| 2004年10月5日  | 廿日市女子高生殺人事件             | 2019年10月時效         |
| 2007年3月26日  | 林赛·霍克谋杀案                    | 2009年12月23日起訴     |
| 2008年6月27日  | 石川縣金沢市男性殺人事件           | 2033年6月時效          |

## 其他
- 林賽·霍克謀殺案的遗属访问该会时表示，“像我女儿这个事件一样的杀人案件，在英国是没有起诉时效规定的。（法律）不能允许罪犯因为时间的推移而获得自由[5]。

## 脚注
1. 1 2 3  「時効」よ止まれ：殺人事件の時効「撤廃・停止を」　遺族の会初結成 （页面存档备份，存于） 毎日jp 2009年3月1日
2. 1 2 3 4 5  「時効」撤廃求め、未解決事件の遺族ら「宙の会」結成 （页面存档备份，存于） 朝日新聞 2009年2月28日 閲覧
3. ↑  「時効成立の悔しさ、ほかの人には」＝制度廃止求める遺族会「宙の会」発足－東京[] 時事通信 2009/02/28 閲覧
4. ↑  リンゼイさん両親「宙の会」事務局を訪問 （页面存档备份，存于） Nikkan Sports 2009年3月25日
5. ↑  英会話講師殺害：ホーカーさんの父、「宙の会」訪問 （页面存档备份，存于） 毎日新聞 2009年3月25日

## 关联项目
- 全国犯罪被害者会（日语：全国犯罪被害者の会）
- 时效
- 未解決事件（日语：未解決事件）